# ژانگ جیه (وزنه‌بردار)
ژانگ جیه (انگلیسی: Zhang Jie؛ زادهٔ ۲۶ اوت ۱۹۸۷) وزنه‌بردار اهل چین است.